# 赵岳
趙岳（?—?），字號、生平皆不詳。
唐玄宗天寶三年（744年）甲申科狀元，該科進士二十九人，主考官是禮部侍郎達奚珣。同榜有岑參、杨贲、乔潭等人。其餘事蹟失考。